# Shenyang ST4
Shenyang ST4 – seria wagonów tramwajowych wyprodukowanych w 1991 r. dla Pjongjangu przez Fabrykę Pojazdów Pasażerskich w Shenyangu w Chinach. 

## Konstrukcja
Shenyang ST4 to jednokierunkowy, czteroosiowy, silnikowy wagon tramwajowy składający się z dwóch członów złączonych przegubem. Każdy człon tramwaju spoczywa na jednym dwuosiowym wózku. 
Pod względem konstrukcyjnym Shenyang ST4 przypomina czechosłowacką Tatrę KT4. Główne różnice w porównaniu z KT4 to zwiększona szerokość nadwozia, mocniejsze silniki, niższa prędkość maksymalna, większa masa i większa pojemność.

## Dostawy
| Państwo        | Miasto         | Lata dostaw    | Liczba | Numery taborowe |       |
| -------------- | -------------- | -------------- | ------ | --------------- | ----- |
| Korea Północna | Pjongjang      | ok. 1991       | 51     | 1175–1233       | [ 3 ] |
| Łączna liczba: | Łączna liczba: | Łączna liczba: | 51     |                 |       |

## Eksploatacja
Tramwaje ST4 eksploatowane były tylko w Pjongjangu. W trakcie eksploatacji, z powodu awaryjności mechanizmów przegubów, postanowiono przebudować tramwaje poprzez usunięcie przegubu i zespawanie ze sobą dwóch członów. Doprowadziło to powstania czteroosiowych tramwajów pojedynczych. W 1999 r. wszystkie egzemplarze wycofano z ruchu. Ich nadwozia wykorzystano do budowy trolejbusów typu Ch’ŏllima-971 i Ch’ŏllima-961.